# Hjälpsamhet
Hjälpsamhet är en personlig egenskap. Hjälpsamma personer hänger sig åt att hjälpa andra människor där och då det behövs. Denna egenskap anses av många vara moraliskt eftertraktansvärd, alltså en dygd.
Oombedd hjälpsamhet som går fel kan uppfattas som en björntjänst.